# Prêmio de Medicina A.H. Heineken
O Prêmio de Medicina A.H. Heineken (em neerlandês:  Dr A.H. Heinekenprijs voor geneeskunde) é um prêmio em ciências concedido desde 1989 bianualmente pela Academia Real de Artes e Ciências dos Países Baixos (KNAW).
São reconhecidos resultados de pesquisa médica com reais ou potenciais aplicações clínicas. O prêmio é destinado a pessoas individuais, dos quais se pode esperar que estarão pesquisando ainda no mínimo durante dez anos.  Foi inicialmente dotado com 250 mil florins neerlandês. Desde 2000 os agraciados recebem 150 mil dólares dos Estados Unidos, quantia elevada para 200 mil dólares em 2014.
Seis dos 14 agraciados (situação em 2014) receberam mais tarde o Nobel de Fisiologia ou Medicina.

## Recipientes
- 1989 Paul Christian Lauterbur (Nobel de Fisiologia ou Medicina 2003)
- 1990 Jon van Rood
- 1992 Salvador Moncada
- 1994 Luc Montagnier (Nobel de Fisiologia ou Medicina 2008)
- 1996 David de Wied
- 1998 Barry Marshall (Nobel de Fisiologia ou Medicina 2005)
- 2000 Eric Kandel (Nobel de Fisiologia ou Medicina 2000)
- 2002 Dennis Selkoe
- 2004 Elizabeth Blackburn (Nobel de Fisiologia ou Medicina 2009)
- 2006 Mary-Claire King
- 2008 Richard Peto
- 2010 Ralph Steinman (Nobel de Fisiologia ou Medicina 2011)
- 2012 Hans Clevers
- 2014 Kari Alitalo
- 2016 Stephen Philip Jackson